# قلعه، باکو
قلعه (به لاتین: Qala) یک منطقهٔ مسکونی در جمهوری آذربایجان است که در باکو واقع شده‌است. قلعه ۲٬۸۵۷ نفر جمعیت دارد.